# Mediæval Bæbes

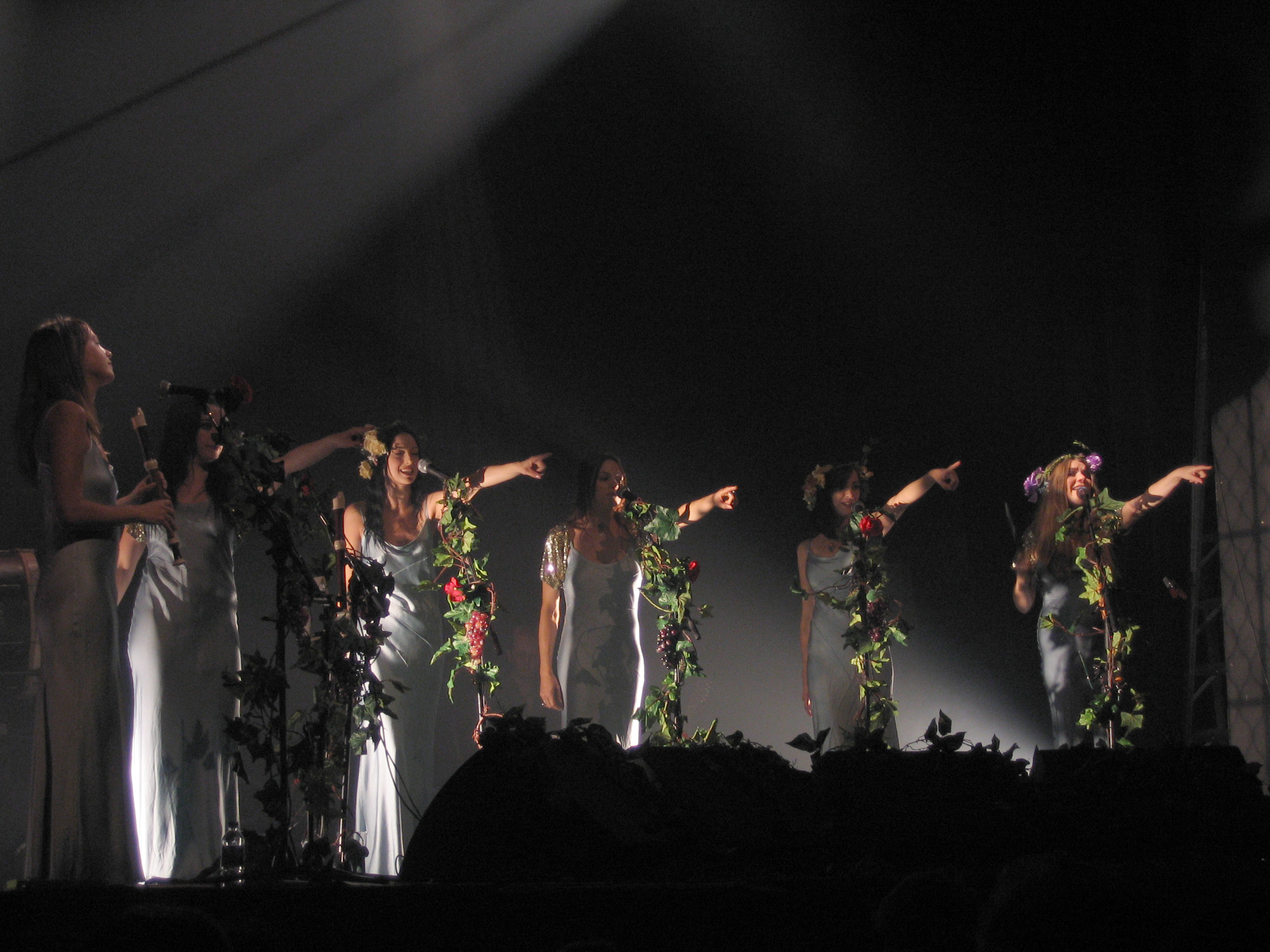
Mediæval Bæbes (2005)

Die Mediæval Bæbes sind ein britisches Ensemble von Interpretinnen mittelalterlicher Musik. Die Gruppe wurde 1996 von Katharine Blake gegründet. Die Besetzung rotiert meistens von Album zu Album, die Anzahl der Sängerinnen bewegt sich dabei von 6 bis 12.

## Werdegang
Die Gruppe singt sowohl traditionelle Lieder als auch selbstkomponierte Stücke. Darüber hinaus finden sich auf jeder Platte spezielle musikalische Arrangements von Poesie.
Gesungen wird in mehreren Sprachen, darunter Mittelenglisch, Latein, Gälisch, Französisch, Kornisch, Walisisch, Mittelhochdeutsch und Italienisch. Begleitet werden sie meist mit Blockflöte, Violine, Trommeln, Tamburin und Cister. Vereinzelt finden auch Saxophon und E-Gitarre Verwendung.
1997 stieg ihr Debütalbum Salva Nos auf Platz 2 der klassischen Charts ein, weitere Alben folgten. 2006 schrieben sie die Titelmusik für ein BBC-Drama namens The Virgin Queen über Elisabeth I. und performen die Titelmusik der Fernsehserie Victoria von 2016 über Queen Victoria.
Als ihre Einflüsse nennt die Gruppe selbst nebst weiteren Dead Can Dance, Nick Cave, Hildegard von Bingen, Kate Bush, Led Zeppelin und Hieronymus Bosch.
Aktuelle Bandmitglieder: Katharine Blake (Contralto, Flöte, Violine, Piano), Emily Ovenden (Sopran, Flöte, Concertina, Perkussion), Ester Dee (Sopran), Claire Rabbitt (Contralto, Piano), Bev Lee Harling (Alt, Violine, Zither, Flöte, Gitarre), Melpomeni Kermanidou (Mezzosopran, Piano), Kathleen Ross (Viola da Gamba, Gesang).

## Diskografie
- Salva Nos (1997, UK: Silber)[1]
- Worldes Blysse (1998)
- The Best of the Mediaeval Baebes (1999)
- Undrentide (2001)
- The Rose (2002)
- Mistletoe and Wine (2003)
- Mirabilis (2005)
- Mediæval Bæbes (DVD, 2006)
- Mediæval Bæbes (Live 2006, nur über Website der Band und bei Konzerten zu beziehen)
- The Virgin Queen (2007, Soundtrack für die gleichnamige BBC-Serie)
- Illumination (2008)
- Miracle – EP (2008, Auskopplung aus Illumination + 2 neue Tracks)
- The Huntress (2012)
- Of Kings & Angels (2013, Interpretationen ausgewählter Weihnachtslieder)